# Síntesis de aldehídos de Bodroux-Chichibabin
La Síntesis de aldehídos de Bodroux-Chichibabin es una reacción química en la cual un reactivo de Grignard se transforma en un aldehído homólogo al halogenuro original.
La reacción del reactivo de Grignard con ortoformiato de trietilo da como producto un acetal, que puede ser hidrolizado a un aldehído. Por ejemplo, la síntesis de n-hexaldehído.